# Jardin botanique de São Paulo
Le Jardin botanique de São Paulo (o Jardim botânico de São Paulo en portugais) se situe dans la ville de São Paulo, au Brésil. Il occupe une superficie de 360 000 m2, situés dans le périmètre du parc provincial des Sources de l'Ipiranga, lui-même zone de préservation de la forêt Mata Atlântica.

## Présentation
Le jardin botanique se situe géographiquement dans le quartier de Água Funda, dans le sud de la capitale de l'État de São Paulo, sur un site contigu au parc zoologique de São Paulo. Il accueille l'Institut de Botanique (Instituto de Botanica). Sa création officielle date de 1938, elle est liée à celle du Département de Botanique (l'actuel Institut de Botanique).
Dès l'année 1893, le gouvernement entame des expropriations afin de préserver les sources du rio Ipiranga et la Mata Atlântica. L'année 1917 marque la fondation du parc d'État (Parque do Estado), les sources sont utilisées jusqu'en 1928 pour approvisionner en eau le quartier d'Ipiranga à São Paulo. Le parc d'État change de nom en 1969 et devient le Parque Estadual Fontes do Ipiranga.
Le jardin botanique présente les variétés végétales suivantes : orchidées, plantes ornementales, plantes aquatiques, champignons, palmiers, arbres fruitiers, arbres fournissant du bois d'œuvre, plantes de la famille des Gesnériacées, des Marantacées, des ptéridophytes.
Il compte parmi ses installations : le musée botanique Dr João Barbosa Rodrigues, le jardin de Lineu et le miroir d'eau, serres et élevage d'orchidées Dr Frederico Carlos Hoehne, le lac des nymphes, différents bois, sculptures.

## Galerie

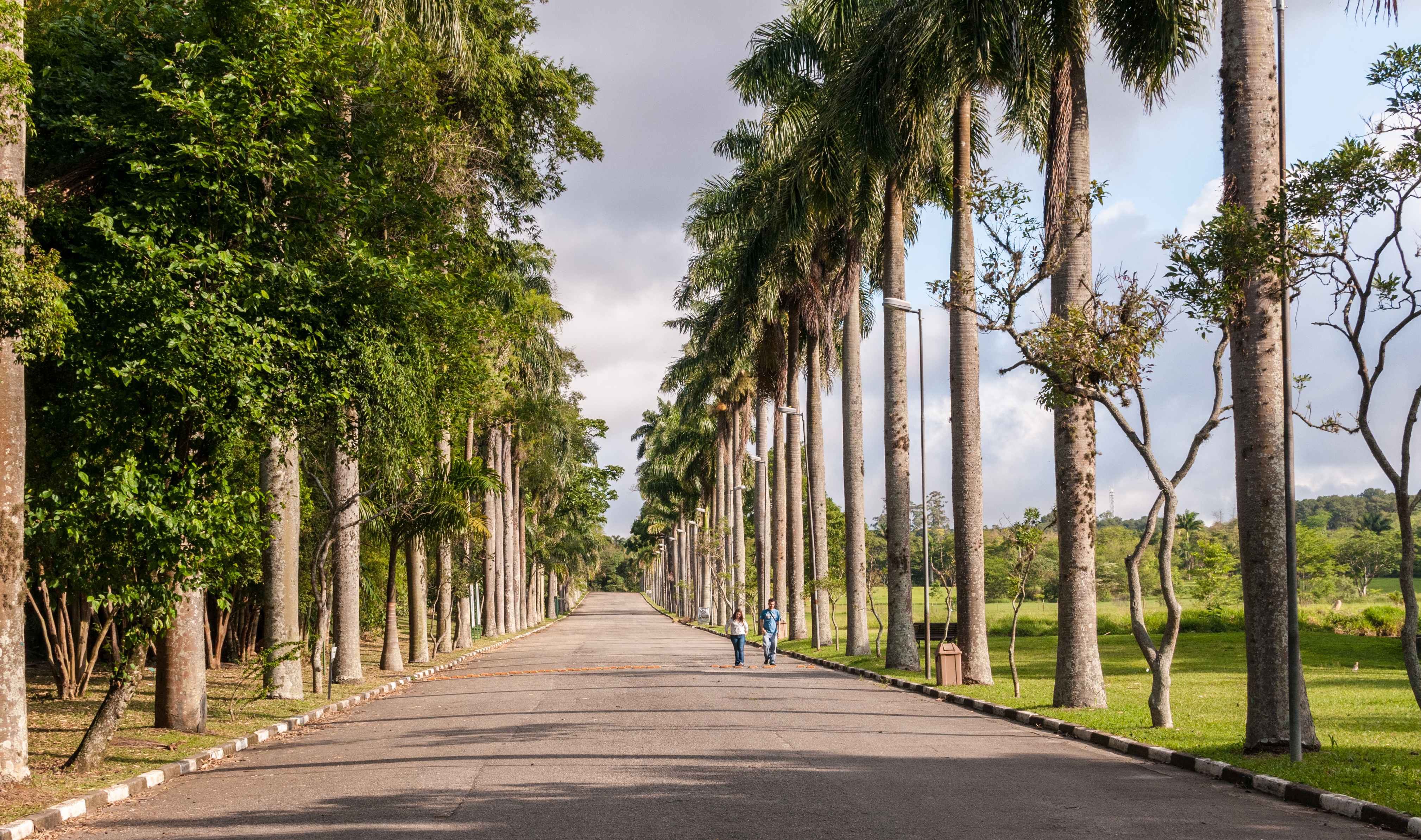
Entrée, allée bordée de palmiers
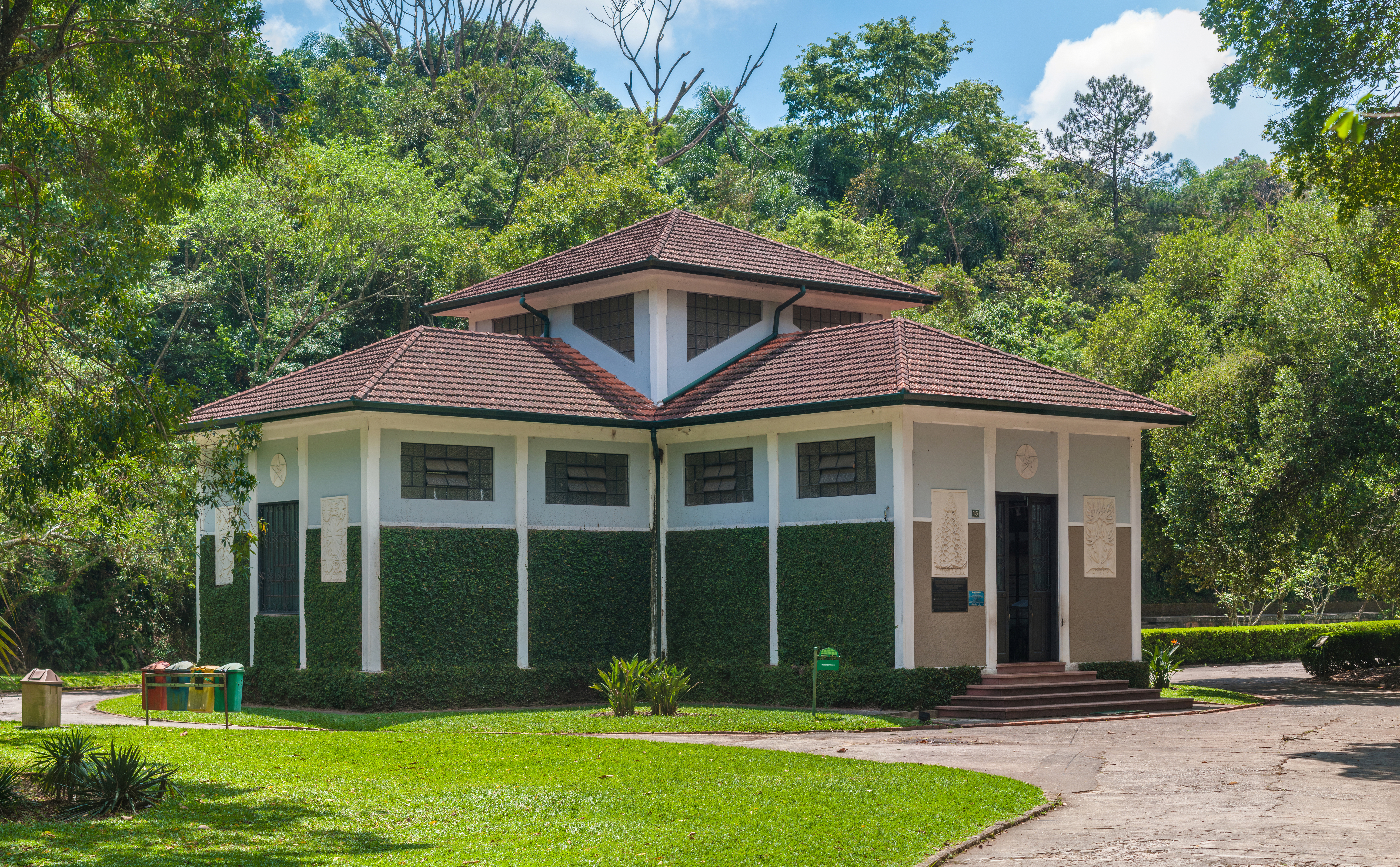
Musée botanique Dr Joao Barbosa Rodrigues
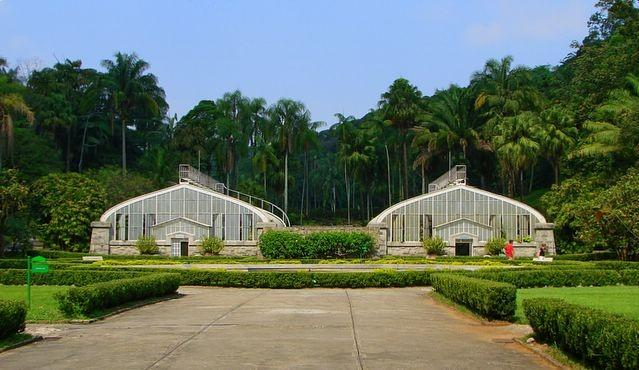
Serres du Jardin botanique
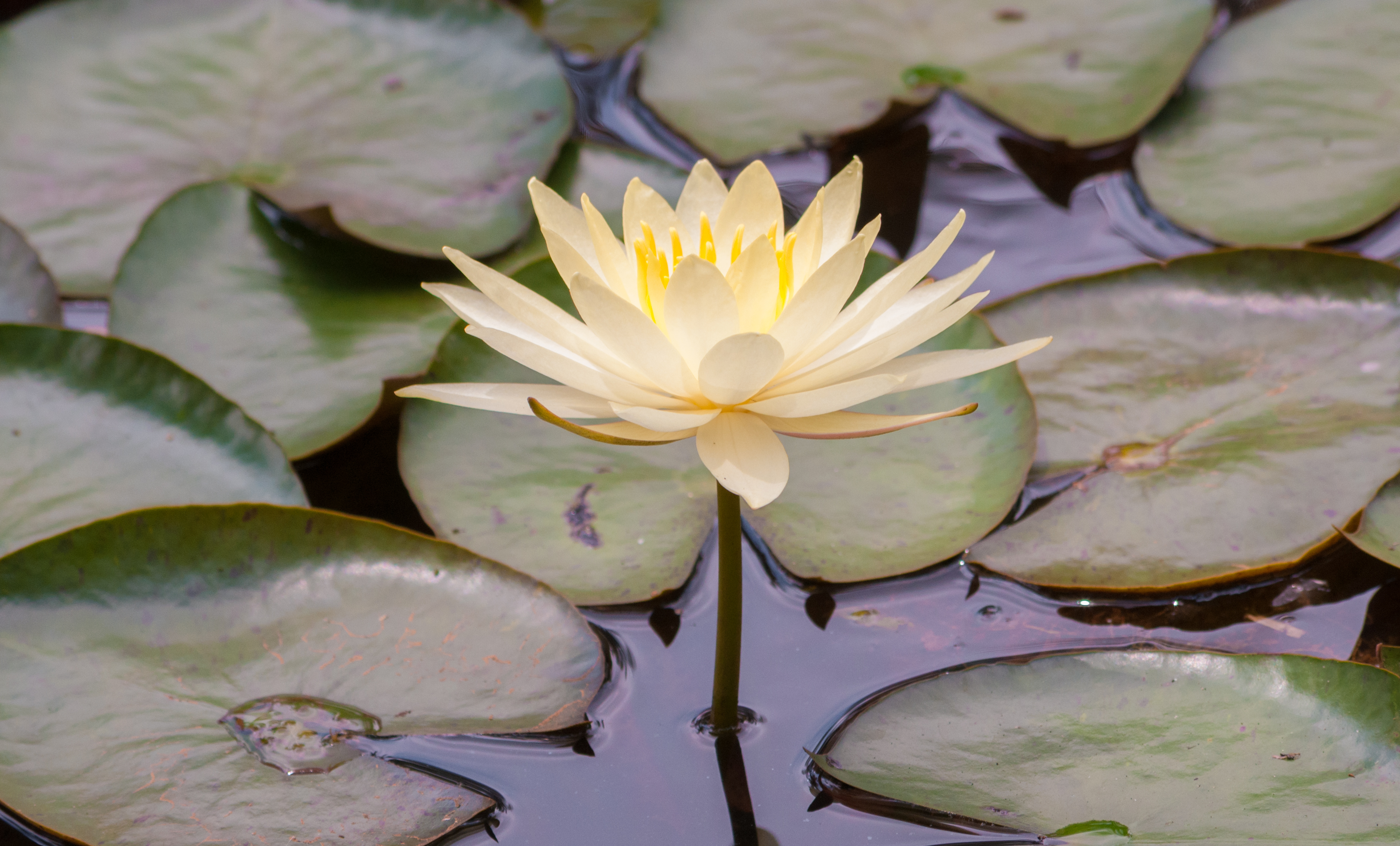
water lily